# Valentino Lai
Valentino Lai (Cagliari, 3 febbraio 1984) è un ex calciatore italiano naturalizzato svedese, di ruolo centrocampista.

## Biografia
Il cagliaritano Valentino Lai, figlio di un sardo e di una emigrata della Bassa modenese, ha iniziato l'attività di calciatore fin da tredicenne.

## Carriera

### Club
Ha iniziato la sua carriera nel FBK Balkan per poi passare al Malmö FF. Nel 2001 è stato acquistato dal Venezia con cui ha debuttato in Serie A il 17 marzo 2002 contro il Chievo, disputando complessivamente 6 partite nella massima serie. La stagione successiva passa al Palermo, giocando una sola partita in Serie B.
Dopo due anni in prestito, alla Salernitana e alla Triestina sempre fra i cadetti, nel giugno del 2005 torna in Svezia al Landskrona BoIS, squadra che gioca nella Superettan, la seconda divisione svedese. Dopo aver giocato per tre anni nella squadra danese del Vejle, nel gennaio del 2010 gioca in prestito all'Apollōn Limassol con cui conquista la coppa cipriota e l'accesso ai preliminari di Europa League. A fine stagione non viene riscattato e ritorna al Vejle con cui conclude la stagione 2010-2011 con 20 presenze e 3 gol.
Nell'estate del 2011 si trasferisce al Viborg, sempre nella seconda divisione danese, con un contratto di breve durata valido fino al successivo 31 dicembre.
Chiude poi la carriera nelle serie dilettantistiche svedesi con le maglie di Prespa Birlik e FC Rosengård. All'FC Rosengård è anche entrato nello staff dirigenziale nel 2017, anno in cui ha avuto l'ultima stagione da calciatore.

### Nazionale
Ha giocato nella Nazionale Under-21 svedese.